# Côteaux (arrondissement)
Côteaux (Haïtiaans-Creools: Koto) is een arrondissement van het Haïtiaanse departement Sud, met 58.600 inwoners. De postcodes van dit arrondissement beginnen met het getal 84.
Het arrondissement Côteaux bestaat uit de volgende gemeenten:
- Côteaux (hoofdplaats van het arrondissement)
- Port-à-Piment
- Roche-à-Bateaux